# Прага 3
Прага 3 (чеш. Městská čast Praha 3) — один из административных районов в правобережье Праги, Чехия. Площадь 6,49 км², население 78 424 (2006) Образован в 1960 г., когда в его состав вошло несколько прежде разнородных городских коммун: Жижков,  Винограды, малая часть Высочан и частично Страшнице. Районы Винограды и Высочаны — густонаселённые и довольно дорогие. В западной части Жижкова, близкой к центру города, развит секс-туризм и индустрия эскорт-услуг, в восточной расположены торговые центры. Район Жижков известен повышенным количеством проживающих тут цыганских и азиатских семей. Несмотря на это, стоимость квартир в этом районе довольно высока. При этом часть территории района занимает старое кладбище Ольшаны. Основные достопримечательности: Национальный памятник на Виткове и Жижковская телебашня.

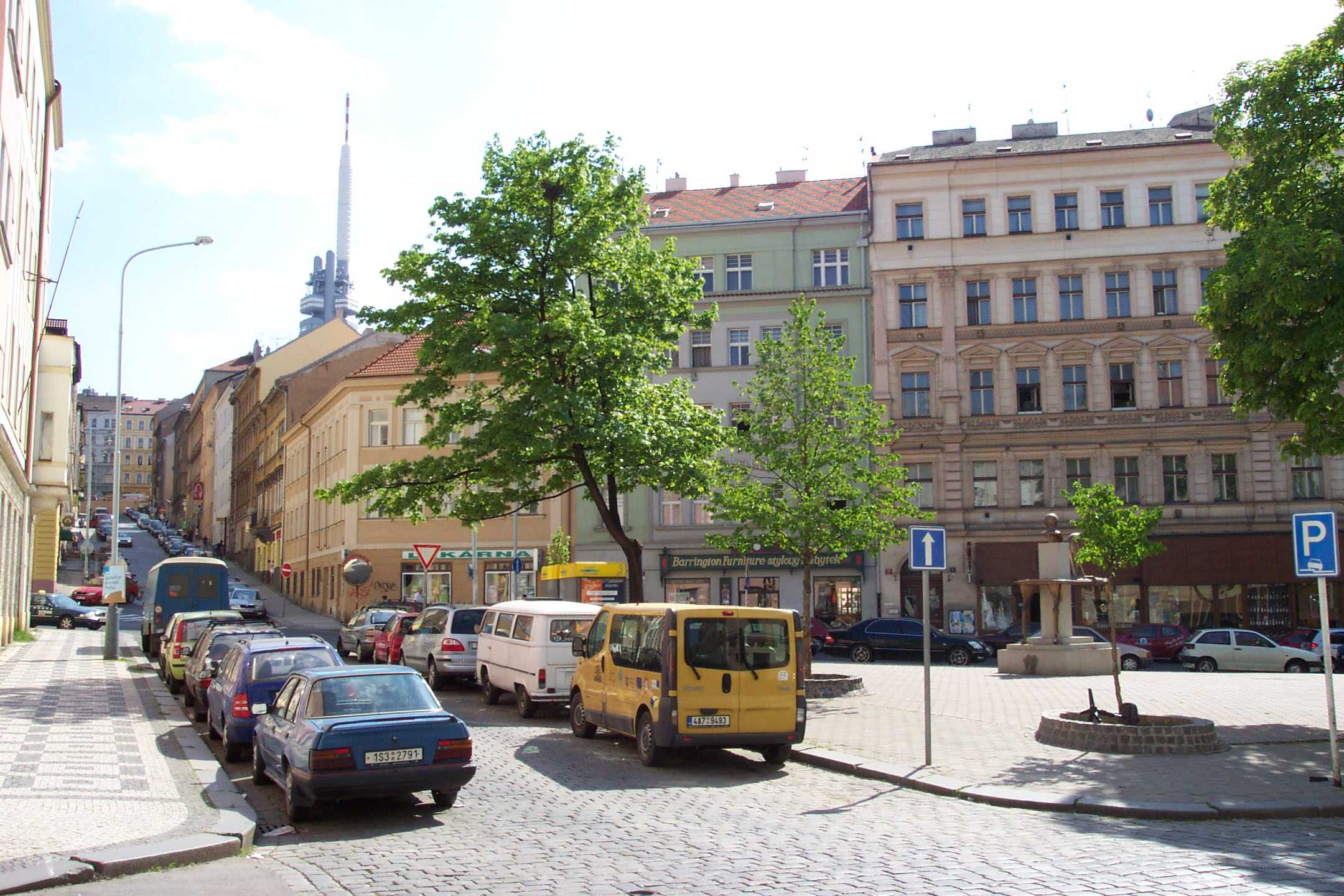
Прага-3